# Wilenskaja Prauda
Wilenskaja Prauda (biał. Віленская праўда) – białoruskojęzyczny dziennik ukazujący się w Wilnie we wrześniu i październiku 1939.

## Historia
Pierwszy numer gazety wyszedł kilka dni po radzieckiej agresji na Wileńszczyznę 22 września 1939. Pismo ukazywało się przez kilka tygodni, jednak po przekazaniu Wilna Litwie 28 października jego działalność zawieszono.
Gazeta była oficjalnym organem Tymczasowego Zarządu Okręgu Wileńskiego Białoruskiej SRR. Na czele redakcji stał I. Ofenheim, w jej składzie znaleźli się również Maksim Tank, Wincent Żuk-Hryszkiewicz, Makar Kraucou i Janka Bahdanowicz. Siedziba pisma znajdowała się przy ul. Biskupiej.
Gazeta miała być głównym czasopismem obwodu wileńskiego, którego nie zdołano jednak utworzyć w związku z włączeniem miasta do Litwy. Ostatni numer gazety wyszedł 25 października, po czym redakcja została przeniesiona do Wilejki. Odtąd czasopismo ukazywało się jako „Wilejskaja prauda”, a od początku 1940 „Sialanskaja hazieta” będąc oficjalnym organem obwodu wilejskiego.
Podczas II wojny światowej w dawnym budynku „Praudy” mieściły się redakcje dwóch białoruskich czasopism antykomunistycznych „Swabodnej Biełarusi” i „Za swabodnaje życcio”.